# Colletes sidemii
Colletes sidemii är en biart som beskrevs av Radoszkowski 1891. Colletes sidemii ingår i släktet sidenbin, och familjen korttungebin. Inga underarter finns listade i Catalogue of Life.